# Kosovo KS18
Kosovo KS18 är den 18:e Svenska Kontingenten i Kosovo; en fredsbevarande enhet som Sverige skickade till Kosovo.
Förbandet rekryterades till stor del direkt ur personal som ingått i NBG 08.
Den största delen av personalen var grupperad vid Camp Victoria, i Hajvalia utanför Pristina.

## Förbandsdelar
- Kontingentschef: Övlt R. Lindborg (FV)
- B-Coy (mekaniserat skyttekompani): Kn J. Eriksson (P 7)
- NSE: Mj H. Evefalk (F 17)